# 영화관, 도서관
이은선의 영화관, 정여울의 도서관은 KBS 1라디오(전국, 수도권 기준 FM 97.3MHz, AM 711kHz)에서 방송되는 라디오 프로그램이다. 진행자는 이은선 기자, 정여울 작가이며, 격주에 한 번 영화 작품과 문학 작품을 소개하는 것이 특징이다. 단, 이 프로그램은 모두 전국방송이다.

## 역대 진행자

### 영화관
- 2019년 1월 1일 ~ 2021년 12월 31일 : 백은하
- 2022년 1월 1일 ~ 2023년 4월 23일 : 이다혜
- 2023년 5월 15일 ~ 2024년 3월 12일 : 강유정
- 2024년 4월 8일 ~ 현재 : 이은선

### 도서관
- 2019년 1월 1일 ~ 현재 : 정여울